# Thelypteris appressa
Thelypteris appressa är en kärrbräkenväxtart som beskrevs av Alan Reid Smith. Thelypteris appressa ingår i släktet Thelypteris och familjen Thelypteridaceae. Inga underarter finns listade.